# La Saucelle
La Saucelle ist eine französische Gemeinde mit 201 Einwohnern (Stand: 1. Januar 2022) im Département Eure-et-Loir in der Region Centre-Val de Loire. Sie gehört zum Arrondissement Chartres und zum Kanton Saint-Lubin-des-Joncherets.

## Geographie
La Saucelle liegt etwa 35 Kilometer nordwestlich von Chartres am Flüsschen Gervaine. Umgeben wird La Saucelle von den Nachbargemeinden Les Châtelets im Norden, Crucey-Villages im Nordosten, Louvilliers-lès-Perche im Osten, La Framboisière im Süden, La Puisaye im Südwesten sowie La Mancelière im Westen und Nordwesten.

## Geschichte
Von 1973 bis 1987 waren La Framboisière und La Saucelle zur Gemeinde La Framboisière-la-Saucelle vereinigt.

## Bevölkerungsentwicklung
| Jahr                       | 1962 | 1968 | 1975 | 1982 | 1990 | 1999 | 2006 | 2013 | 2020 |
| Einwohner                  | 202  | 162  | 142  | 141  | 145  | 164  | 167  | 188  | 202  |
| Quellen: Cassini und INSEE |      |      |      |      |      |      |      |      |      |

## Sehenswürdigkeiten

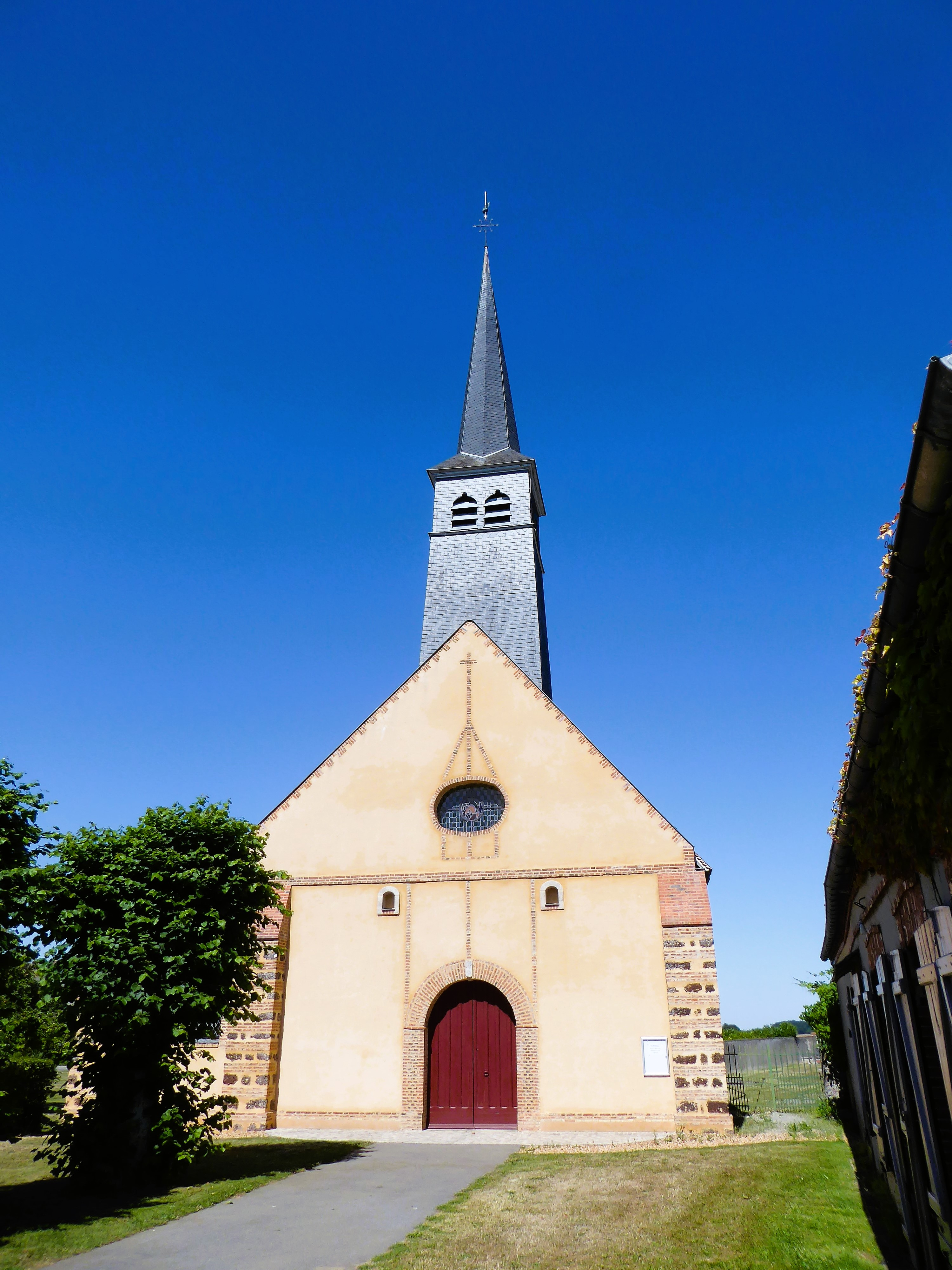
Kirche Sainte-Anne
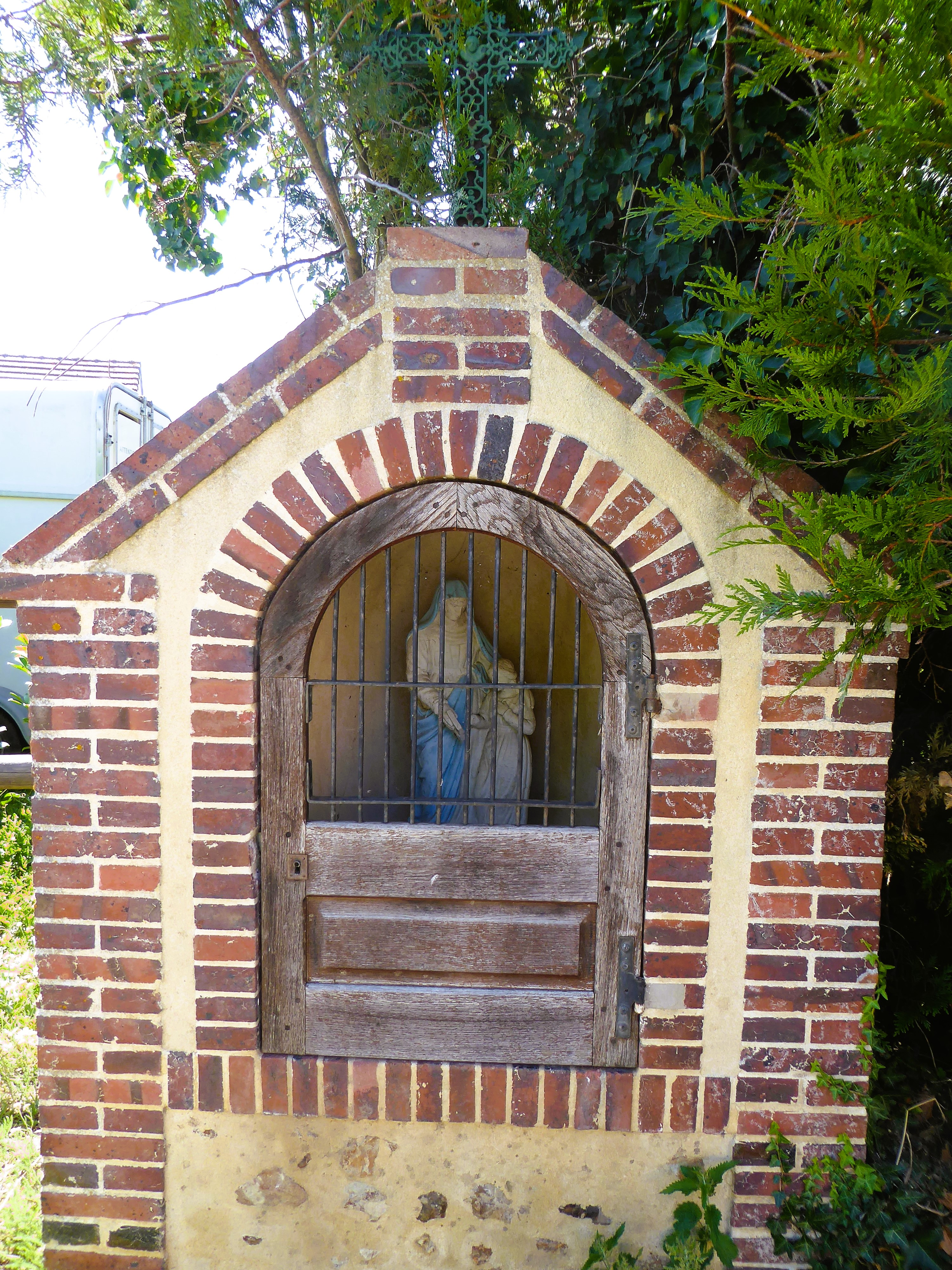
Oratorium nahe der Kirche
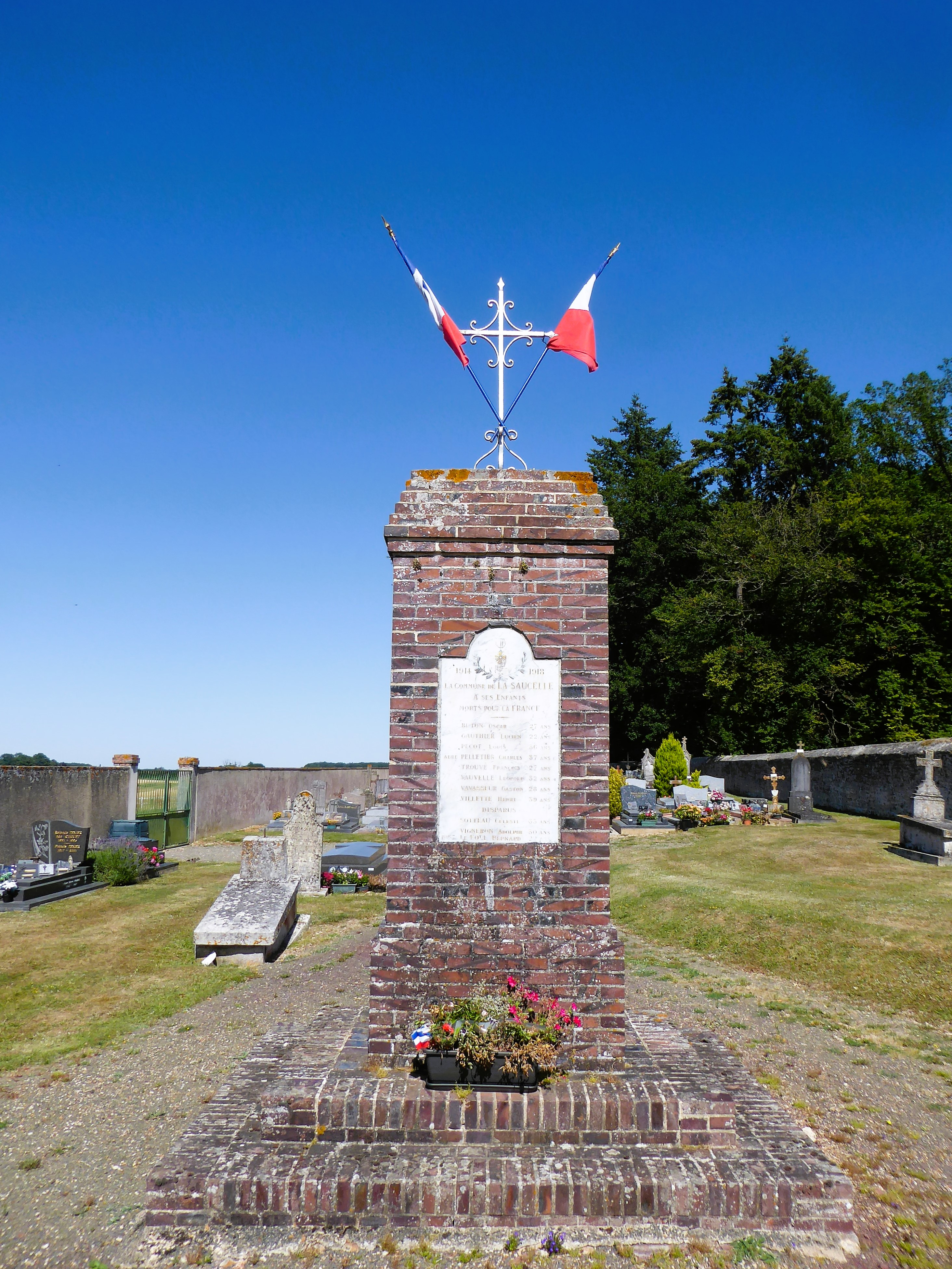
Gefallenendenkmal am Friedhof

- Kirche Sainte-Anne
- Oratorium nahe der Kirche
- Gefallenendenkmal am Friedhof